# Adolph Joseph DeLaGarza
Adolph Joseph DeLaGarza (Bryans Road, Maryland, Estados Unidos, 4 de noviembre de 1987), conocido deportivamente como A. J. DeLaGarza, es un exfutbolista guameño que se desempeñó como defensor en New England Revolution de la Major League Soccer.
En 2012 jugó dos partidos con la selección absoluta de Estados Unidos, pero fueron de carácter amistoso por lo que aún podía representar a Guam o México, debido a su ascendencia. Tres años más tarde, participó de la clasificación para la Copa Mundial de Fútbol de 2018 con la selección guameña, quedando oficialmente atado a este combinado, al que representa desde 2013.

## Trayectoria

### Los Angeles Galaxy
DeLaGarza fue seleccionado en la segunda ronda del SuperDraft de la MLS de 2009 por el LA Galaxy (19.o en la general), e hizo su debut profesional el 22 de marzo de 2009 en el empate 2-2 frente al DC United.
Luego de una buena primera temporada, DeLaGarza se estableció como un regular en el equipo y a fecha del 17 de mayo de 2015 lleva jugados 207 partidos con el club de Los Ángeles, en los que ha anotado 3 goles, ha dado 3 asistencias y ha sido amonestado con 27 tarjetas amarillas, aunque no ha sido expulsado nunca.

## Selección nacional
DeLaGarza, al tener ascendencia guameña por parte de su padre, puede jugar tanto para las selecciones de Estados Unidos como de Guam. Hizo su debut para el conjunto estadounidense el 21 de enero de 2012, jugando los noventa minutos del partido amistoso en el que los Estados Unidos vencieron a Venezuela 1-0. Jugó su segundo partido días después, también entrando de titular en la victoria 1-0 ante Panamá.
El 27 de octubre de 2012 se anunció que DeLaGarza había aceptado el llamado de Guam para jugar la Copa del Este Asiático en diciembre en Hong Kong.Jugó 12 partidos con la selección, todos como titular y todos los 90 minutos, entre 2014 y 2019: cuatro en la Copa del Este Asiático y ocho en las Eliminatorias Asiáticas a la Copa del Mundo, destacándose el triunfo 2-1 sobre la selección de India.
Como curiosidad es el único jugador de la selección de Guam que aparece en el famoso juego FIFA 22.

## Estadísticas
Actualizado al último partido disputado el 3 de diciembre de 2020.
| L. A. Galaxy Estados Unidos                                                                        | 1.ª                 | 2009                | 22  | 1 | 2  | 0 | 0  | 0 | 24  | 1 |
| L. A. Galaxy Estados Unidos                                                                        | 1.ª                 | 2010                | 17  | 1 | 5  | 0 | 1  | 0 | 23  | 1 |
| L. A. Galaxy Estados Unidos                                                                        | 1.ª                 | 2011                | 30  | 0 | 6  | 0 | 6  | 0 | 42  | 0 |
| L. A. Galaxy Estados Unidos                                                                        | 1.ª                 | 2012                | 30  | 0 | 3  | 0 | 3  | 0 | 33  | 0 |
| L. A. Galaxy Estados Unidos                                                                        | 1.ª                 | 2013                | 28  | 0 | 2  | 0 | 5  | 1 | 35  | 1 |
| L. A. Galaxy Estados Unidos                                                                        | 1.ª                 | 2014                | 29  | 0 | 6  | 0 | 2  | 0 | 37  | 0 |
| L. A. Galaxy Estados Unidos                                                                        | 1.ª                 | 2015                | 24  | 0 | 3  | 0 | 1  | 0 | 28  | 0 |
| L. A. Galaxy Estados Unidos                                                                        | 1.ª                 | 2016                | 24  | 0 | 2  | 0 | 2  | 0 | 28  | 0 |
| L. A. Galaxy Estados Unidos                                                                        | Total club          | Total club          | 204 | 2 | 29 | 0 | 20 | 1 | 253 | 3 |
| Los Angeles Galaxy II Estados Unidos                                                               | 2.ª                 | 2015                | 1   | 0 | -  | - | -  | - | 1   | 0 |
| Los Angeles Galaxy II Estados Unidos                                                               | Total club          | Total club          | 1   | 0 | 0  | 0 | 0  | 0 | 1   | 0 |
| Houston Dynamo Estados Unidos                                                                      | 1.ª                 | 2017                | 30  | 0 | 0  | 0 | 0  | 0 | 30  | 0 |
| Houston Dynamo Estados Unidos                                                                      | 1.ª                 | 2018                | 4   | 0 | 0  | 0 | 0  | 0 | 4   | 0 |
| Houston Dynamo Estados Unidos                                                                      | 1.ª                 | 2019                | 23  | 0 | 0  | 0 | 4  | 0 | 27  | 0 |
| Houston Dynamo Estados Unidos                                                                      | Total club          | Total club          | 57  | 0 | 0  | 0 | 4  | 0 | 61  | 0 |
| Rio Grande Valley FC Estados Unidos                                                                | 2.ª                 | 2018                | 4   | 0 | 0  | 0 | 0  | 0 | 4   | 0 |
| Rio Grande Valley FC Estados Unidos                                                                | Total club          | Total club          | 4   | 0 | 0  | 0 | 0  | 0 | 4   | 0 |
| Inter de Miami Estados Unidos                                                                      | 1.ª                 | 2020                | 5   | 0 | 1  | 0 | 0  | 0 | 6   | 0 |
| Inter de Miami Estados Unidos                                                                      | Total club          | Total club          | 5   | 0 | 1  | 0 | 0  | 0 | 6   | 0 |
| Total en su carrera                                                                                | Total en su carrera | Total en su carrera | 271 | 2 | 30 | 0 | 24 | 1 | 325 | 3 |
| (1)Incluye datos de la US Open Cup y la Copa MLS (2)Incluye datos de la Concacaf Liga de Campeones |                     |                     |     |   |    |   |    |   |     |   |

## Palmarés

### Campeonatos nacionales
| Título                 | Club         | País           | Año  |
| ---------------------- | ------------ | -------------- | ---- |
| MLS Supporters' Shield | L. A. Galaxy | Estados Unidos | 2010 |
| MLS Supporters' Shield | L. A. Galaxy | Estados Unidos | 2011 |
| MLS Cup                | L. A. Galaxy | Estados Unidos | 2011 |
| MLS Cup                | L. A. Galaxy | Estados Unidos | 2012 |
| MLS Cup                | L. A. Galaxy | Estados Unidos | 2014 |